# Логвиненко, Леонид Яковлевич
Леонид Яковлевич Логвиненко (род. 1916, Семь Колодезей) — советский деятель госбезопасности, генерал-майор.

## Биография
Родился в 1916 году на станции Семь Колодезей Таврической губернии. Окончил Ростовскую межкраевую школу НКВД СССР. Член КПСС.
В 1932—1936 годах — телеграфист, монтёр, билетный кассир станции Семь Колодезей (Крымская АССР). В 1936—1937 годах — фельдъегерь Ленинского районного отдела НКВД (Крымская АССР). В 1937—1940 годах — оперуполномоченный НКВД Армянской ССР. С августа 1940 года — помощник начальника Следственной части НКВД Армянской ССР. С июля 1941 года — заместитель начальника Отдела НКВД Армянской ССР. С мая 1942 года — начальник Ленинаканского городского отдела НКВД (Армянская ССР), майор государственной безопасности.
С сентября 1944 года — начальник Следственного отдела Управления НКГБ — МГБ по Николаевской области. С января 1951 по март 1953 года — заместитель начальника Управления МГБ по Киевской области. С апреля 1953 года — заместитель начальника Управления МВД по Киевской области. С сентября 1953 года — начальник Управления МВД по Херсонской области, с июня 1954 года — начальник Управления КГБ по Херсонской области. С октября 1970 года по май 1973 года — начальник Управления КГБ по Крымской области. Генерал-майор (14.12.1970).
Делегат XXIV съезда КПСС.
Жил в Крыму.

## Награды
- Орден Знак Почёта (20.9.1943)
- Орден Красной Звезды (5.11.1954, 31.10.1967).